# دنا (سيارة)
سيارة دنا هي سيارة إيرانية من نوع سيدان تأتي من علامة سمند بطرازين هما (إل إكس) و (إى إل إكس) من إنتاج شركة إيران خودرو.

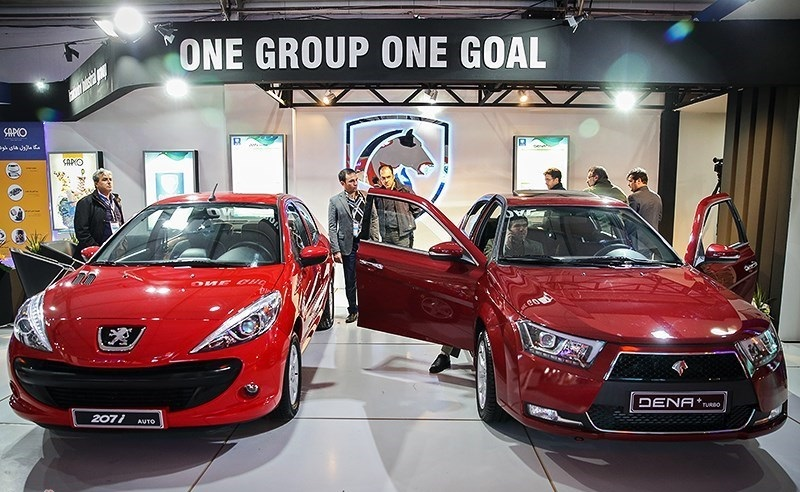
سيارة دنا بلاس حمراء اللون على اليمين وبيجو 207 على اليسار وهما من صناعة إيرانية

## سبب التسمية
تجدر الإشارة إلى أن اسم «دنا» الذي تحمله هذه السيارة هو اسم لجبل يرتفع 4448 متراً عن سطح البحر يقع على بعد 35 كيلومتراً شمال غربي مدينة ياسوج غربي جمهورية إيران وکذلك هي اسم للمدينة التي يقع فيها ذلك الجبل.

## التصميم والتصنيع
تم تصميم سيارة «دنا» الجديدة على أساس منصة (بلاتفورم) وقد صُمِمَت محلياً وعلى يد خبراء إيرانيين وقد تم طرحها في الأسواق المحلية والعالمية، عام 2012م. صنعت مجموعة قوالب قطع هيكل سيارة دنا على يد خبراء ومهندسي شركة قوالب آيكو الصناعية وتم تصنيع المثبتات والمرشدات (Jigs and fixtures) وأجهزة تجميع الهياكل من قبل شركة تام التابعة لآيكو كما تم تصنيع قطع ومكونات السيارة وزخارفها الداخلية بما فيها لوحة التحكم المركزية والمصدات والمصابيح وما إلى ذلك عبر الشركات المحلية المصنعة للقطع.

## خصائص
تطابق السيارة المعيار الأوروبي للأمان عند التصادمات الأمامية والجانبية (Euro NCAP). كما وتتفق مع المستويين الرابع والخامس الأوروبيين للانبعاثات. وتُعَد سيارة دنا أحدث منتجات آيكو. وتصنع في مصانع شركة إيران خودرو التي تقع على بعد 13 كيلومتراً إلى الغرب من العاصمة طهران. وتحظى سيارة دنا ببرنامج التحكم الإلكتروني بالثبات (ESP) والمكابح المانعة للانغلاق والوسادات الهوائية للسائق والراكب الأمامي ونظام الوسائط الإعلامية المتعددة (المالتي ميديا) ونظام الملاحة الفضائية (GPS) علاوةً على أن لها قابلية التزويد بالوسادات الهوائية الجانبية.
ازيح الستار عن السيارة الوطنية الإيرانية الثانية تحت مسمى «دنا» في مراسم أُقيمت في شركة «إيران خودرو» لإنتاج السيارات بطهران حضرها وزير الصناعة والمناجم وعدد من المسؤولين والنواب.

## طرازات السيارة
- سيارة دنا بلاس.[8][9][10][11]

## مواصفات السيارة
لسيارة دنا مواصفات خاصة بها أكثر تطوراً من مواصفات السيارة الأم التي انبثقت منها وهي سيارة سمند التي صُدرت إلى عدة دول مختلفة حول العالم.
| نوع السيارة   | سيدان    |
| الطول (سم)    | 4558     |
| العرض (سم)    | 1720     |
| الإرتفاع (سم) | 1460     |
| الوزن         | 1258 كجم |
| سعة المحرك    | 1648     |
| المحرك        | EF7      |

## معرض الصور

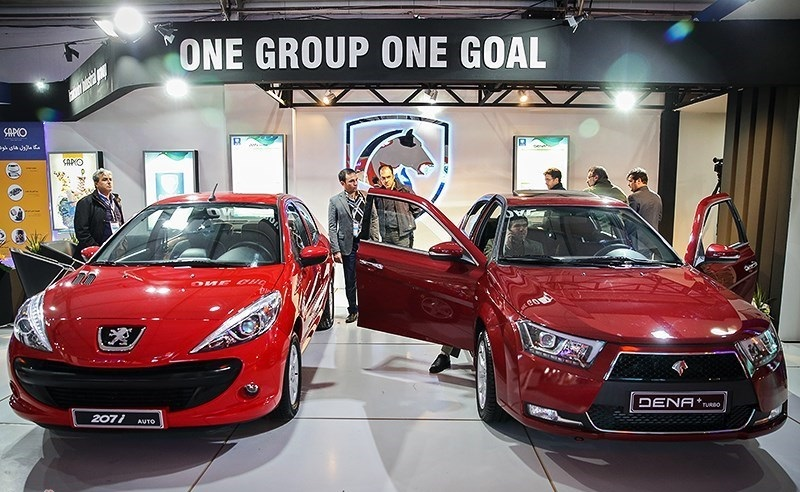
سيارة دنا بلاس حمراء اللون على اليمين وبيجو 207 على اليسار وهما من صناعة إيرانية
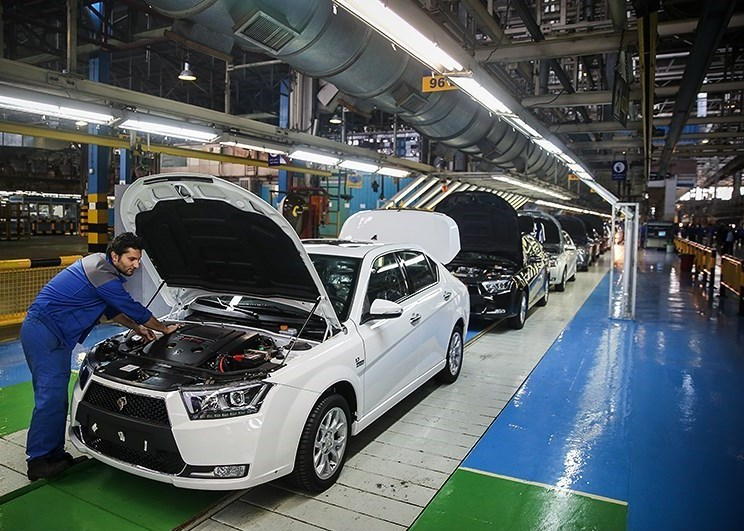
إنتاج سيارات دنا في مصانع شركة إيران خودرو
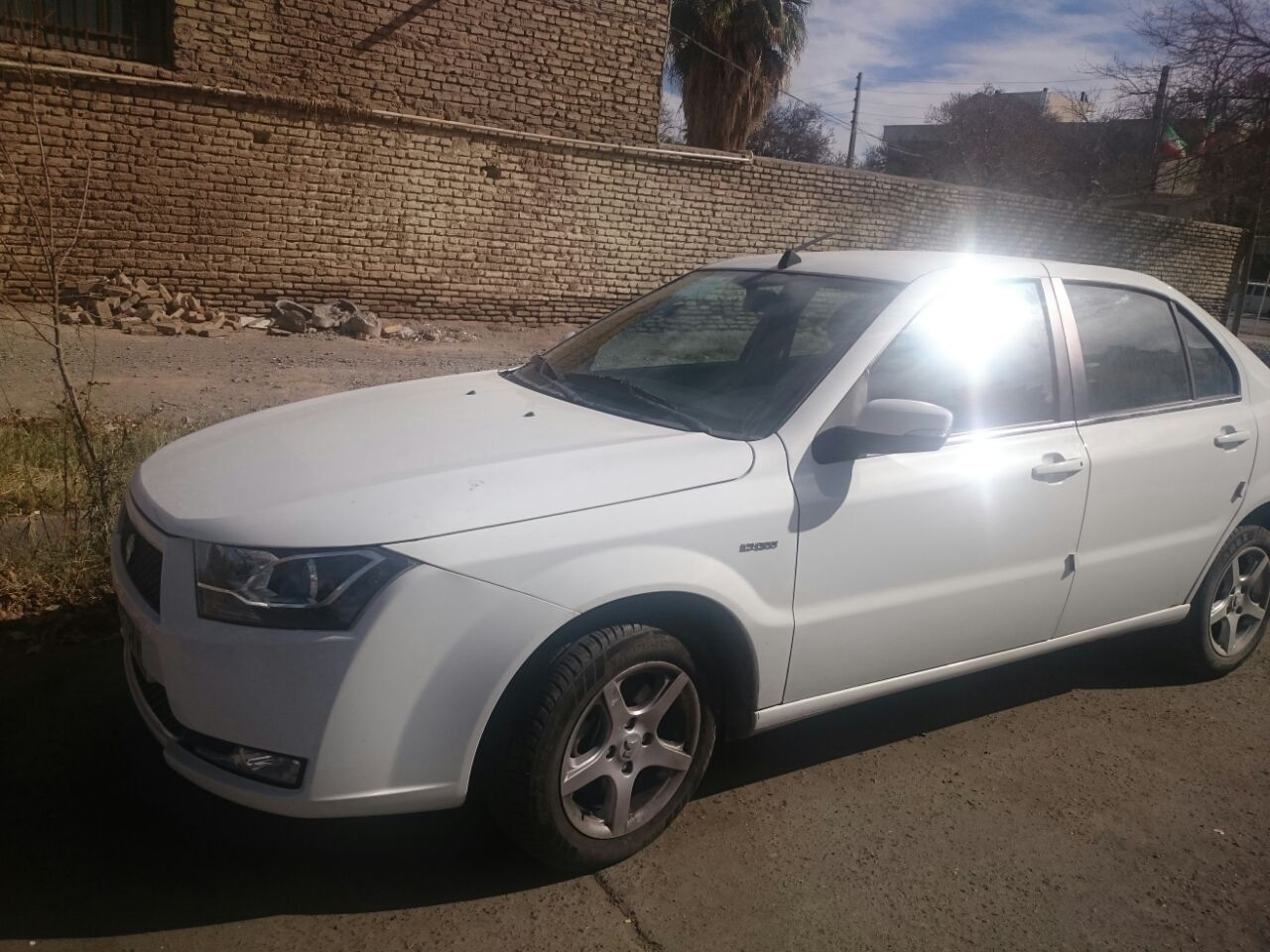
سيارة دنا من علامة سمند
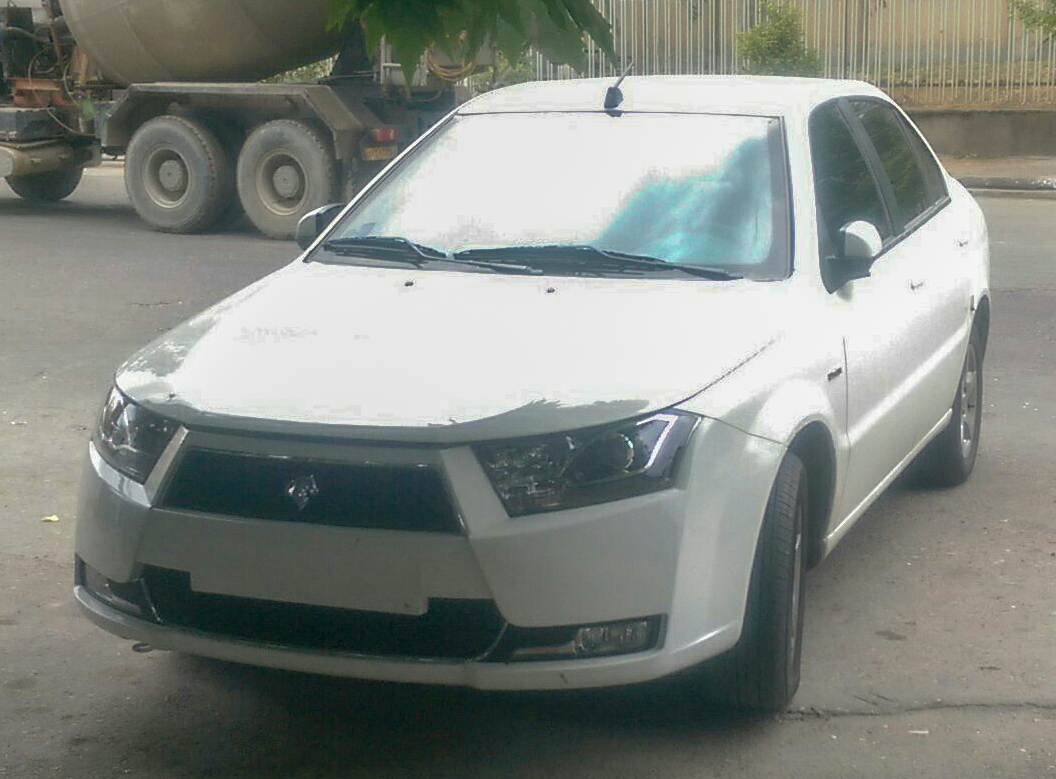
سيارة دنا الوطنية والمنتجة داخل إيران
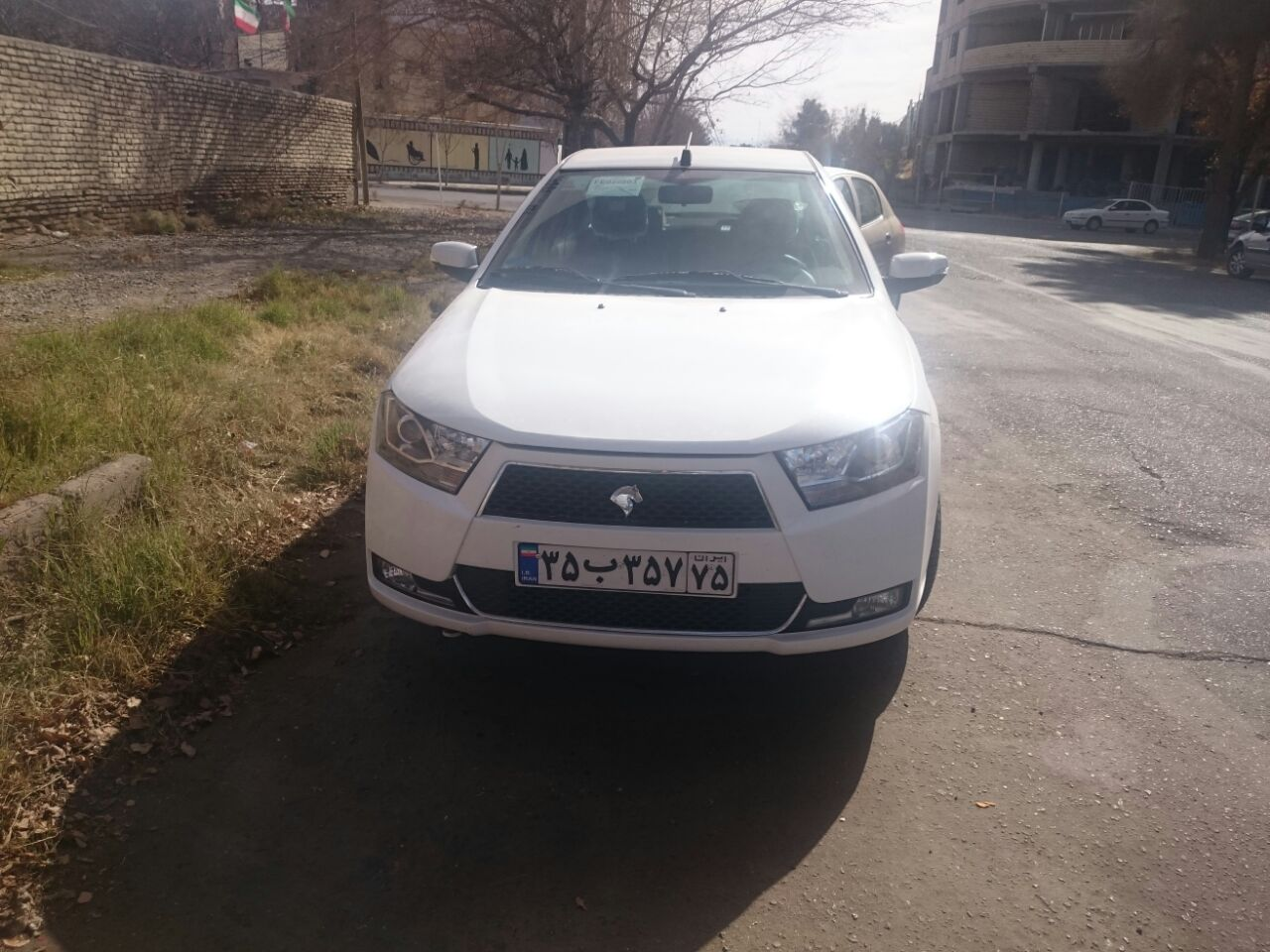
سيارة دنا العائلية من تصنيع وإنتاج شركة إيران خودرو
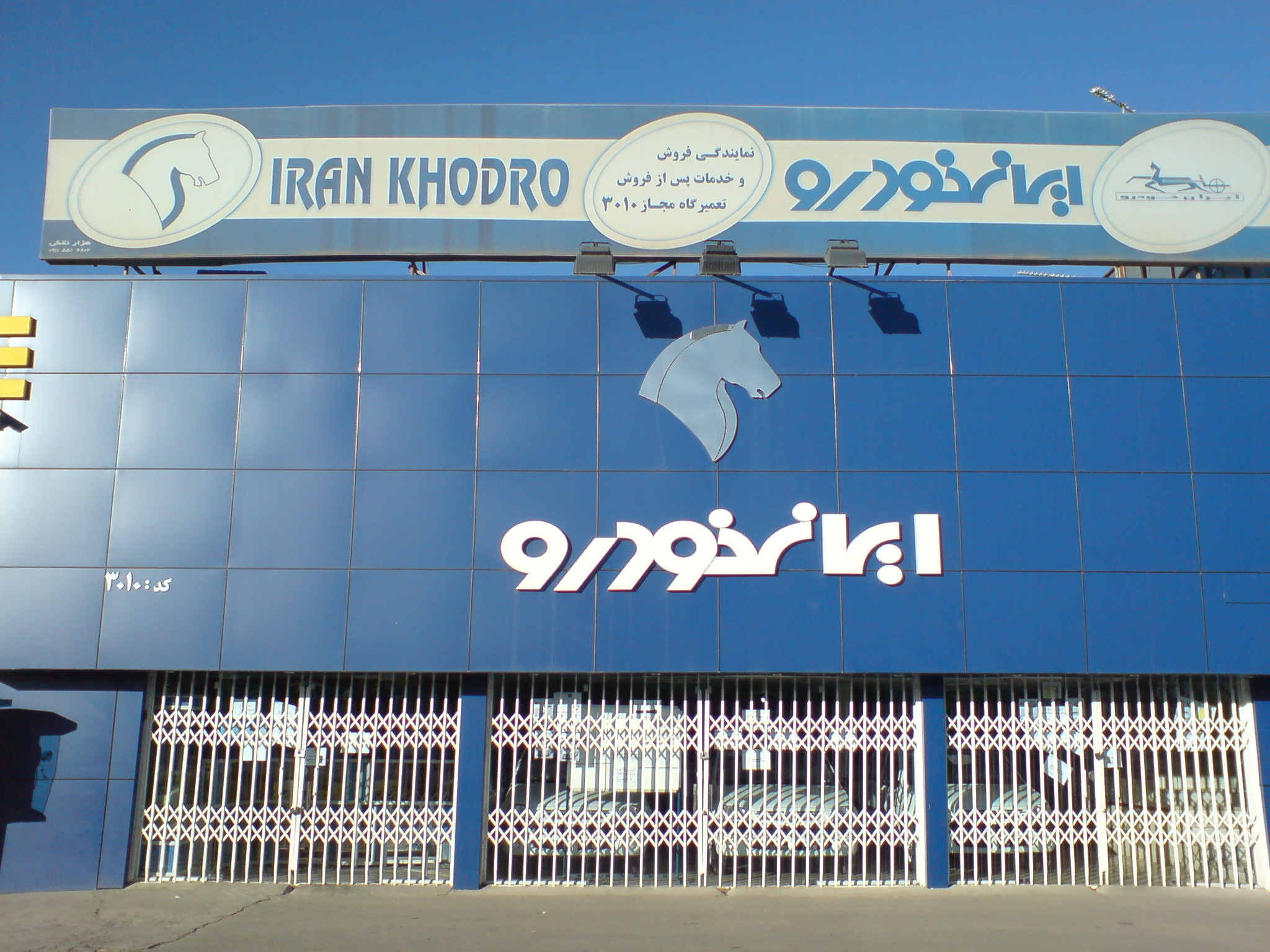
شركة إيران خودرو،الشركة الصانعة والمنتجة لسيارة دنا

## طالع ايضاً
- إيران خودرو
- سمند
- صناعة السيارات الإيرانية

## وصلات خارجية
- الموقع الرسمي للشركة نسخة محفوظة 1 سبتمبر 2011 على موقع واي باك مشين.
- مجموعة إيران خودرو الصناعية نسخة محفوظة 29 أغسطس 2006 على موقع واي باك مشين.
- موقع شركة شركة إيران خودرو
- (الجزيرة) تدشين المرحلة الثانية لمشروع سيارات سوري إيراني